# Hapur
Hapur är en stad i den indiska delstaten Uttar Pradesh, och är den administrativa huvudorten för distriktet Hapur. Staden hade 262 983 invånare vid folkräkningen 2011, och är belägen ungefär 6 mil öster om Delhi, på en höjd av 206 m ö.h.